# Gare de Bourgneuf-en-Retz
Gare de Bourgneuf-en-Retz – przystanek kolejowy w Bourgneuf-en-Retz, w departamencie Loara Atlantycka, w regionie Kraj Loary, we Francji.
Jest przystankiem kolejowy Société nationale des chemins de fer français (SNCF), obsługiwanym przez pociągi TER Pays de la Loire.